# Ugandyjska Super League
Super League jest najwyższą piłkarską klasą rozgrywkową w Ugandzie. Liga powstała w 1968 roku, choć nieoficjalne rozgrywki o mistrzostwo kraju rozgrywano już w czwartej dekadzie XX wieku.

## Drużyny w sezonie 2017/2018
| Nazwa zespołu                     | Miasto  |
| --------------------------------- | ------- |
| Bul FC                            | Jinja   |
| Bright Stars FC                   | Matugga |
| Express FC                        | Kampala |
| Kirinya-Jinja SS                  | Jinja   |
| Kampala Capital City Authority FC | Kampala |
| Maroons FC                        | Kampala |
| Masavu FC                         | Masaka  |
| Mbarara City                      | Mbarara |
| Onduparaka FC                     | Arua    |
| Police FC                         | Jinja   |
| Proline SC                        | Kampala |
| Soana FC                          | Wakiso  |
| Uganda Peoples' Defence Forces FC | Kampala |
| Uganda Revenue Authority SC       | Kampala |
| Villa SC                          | Kampala |
| Vipers SC                         | Wakiso  |

## Mistrzowie
| - 1968: Prisons Kampala - 1969: Prisons Kampala - 1970: Coffee United Kakira - 1971: Simba Lugazi - 1974: Express Kampala - 1975: Express Kampala - 1976: Kampala City Council - 1977: Kampala City Council - 1978: Simba Lugazi - 1979: Uganda Commercial Bank Kampala - 1980: Nile Breweries Jinja - 1981: Kampala City Council - 1982: Villa Kampala - 1983: Kampala City Council - 1984: Villa Kampala - 1985: Kampala City Council |  | - 1986: Villa Kampala - 1987: Villa Kampala - 1988: Villa Kampala - 1989: Villa Kampala - 1990: Villa Kampala - 1991: Kampala City Council - 1992: Villa Kampala - 1993: Express Kampala - 1994: Villa Kampala - 1995: Express Kampala - 1996: Express Kampala - 1997: Kampala City Council - 1998: Villa Kampala - 1999: Villa Kampala - 2000: Villa Kampala - 2001: Villa Kampala |  | - 2002: Villa Kampala - 2002: Villa Kampala - 2004: Villa Kampala - 2005: Police Jinja - 2006: URA Kampala - 2007: URA Kampala - 2008: Kampala City Council - 2009: URA Kampala - 2010: Bunamwaya Wakiso - 2011: URA Kampala - 2012: Express Kampala - 2013: Kampala Capital City Authority FC - 2014: Kampala Capital City Authority FC - 2015: Vipers Wakiso - 2016: Kampala Capital City Authority FC - 2017: Kampala Capital City Authority FC |

## Podsumowanie
| Klub                              | Liczba tytułów | Ostatni tytuł |
| --------------------------------- | -------------- | ------------- |
| Villa Kampala                     | 16             | 2004          |
| Kampala Capital City Authority FC | 12             | 2017          |
| Express Kampala                   | 6              | 2012          |
| URA Kampala                       | 4              | 2011          |
| Maroons Kampala                   | 2              | 1969          |
| Simba Lugazi                      | 2              | 1978          |
| Vipers Wakiso                     | 2              | 2015          |
| Coffee United Kakira              | 1              | 1970          |
| Police Jinja                      | 1              | 2005          |
| Uganda Commercial Bank Kampala    | 1              | 1979          |
| Nile Breweries Jinja              | 1              | 1980          |